# Mezistátní utkání české hokejové reprezentace v sezóně 2004/2005
Mezistátních utkání české hokejové reprezentace v sezóně 2004/2005 bylo celkem 34 s celkovou bilancí 20 vítězství, 2 remízy a 12 porážek. Nejprve odehrála reprezentace 3 přátelské zápasy, pak 5 zápasů na Světovém poháru v ledním hokeji 2004 a následovaly 3 zápasy na Karjala Cupu 2004. Potom to byl přátelský zápas s Běloruskem, 3 zápasy na Rosno Cupu 2004 a 3 zápasy na Švédských hokejových hrách 2005. Následovaly 4 přátelské zápasy, 2 zápasy na Euro Hockey Tour 2004/2005 a přátelský zápas s Kanadou. Reprezentační sezónu zakončilo 9 zápasů na Mistrovství světa v ledním hokeji 2005.

## Přehled mezistátních zápasů
| Pořadí | Datum        |       | Výsledek                           | Soupeř     | Soutěž                         | Místo utkání    |
| ------ | ------------ | ----- | ---------------------------------- | ---------- | ------------------------------ | --------------- |
| 1518.  | 23. 8. 2004  | Česko | 1 : 1 (0:0, 0:0, 1:1)              | Finsko     | přátelsky                      | Praha           |
| 1519.  | 25. 8. 2004  | Česko | 7 : 4 (2:2, 3:2, 2:0)              | Německo    | přátelsky                      | Kolín nad Rýnem |
| 1520.  | 27. 8. 2004  | Česko | 5 : 3 (1:1, 2:0, 2:2)              | Švédsko    | přátelsky                      | Praha           |
| 1521.  | 30. 8. 2004  | Česko | 0 : 4 (0:1, 0:0, 0:3)              | Finsko     | Světový pohár 2004 (ZS)        | Helsinky        |
| 1522.  | 1. 9. 2004   | Česko | 3 : 4 (0:1, 0:3, 3:0)              | Švédsko    | Světový pohár 2004 (ZS)        | Stockholm       |
| 1523.  | 3. 9. 2004   | Česko | 7 : 2 (0:0, 5:0, 2:2)              | Německo    | Světový pohár 2004 (ZS)        | Praha           |
| 1524.  | 7. 9. 2004   | Česko | 6 : 1 (2:0, 1:0, 3:1)              | Švédsko    | Světový pohár 2004 (ČTF)       | Stockholm       |
| 1525.  | 11. 9. 2004  | Česko | 3 : 4pp (0:0, 1:2, 2:1 – 0:1)      | Kanada     | Světový pohár 2004 (SMF)       | Toronto         |
| 1526.  | 11. 11. 2004 | Česko | 3 : 0 (0:0, 2:0, 1:0)              | Finsko     | Karjala Cup 2004               | Helsinky        |
| 1527.  | 13. 11. 2004 | Česko | 2 : 3sn (0:1, 1:1, 1:0 – 0:0, 0:1) | Švédsko    | Karjala Cup 2004               | Helsinky        |
| 1528.  | 14. 11. 2004 | Česko | 3 : 6 (1:2, 1:3, 1:1)              | Rusko      | Karjala Cup 2004               | Helsinky        |
| 1529.  | 14. 12. 2004 | Česko | 4 : 0 (1:0, 1:0, 2:0)              | Bělorusko  | přátelsky                      | Frýdek-Místek   |
| 1530.  | 16. 12. 2004 | Česko | 4 : 3sn (2:1, 0:0, 1:2 – 0:0, 1:0) | Švédsko    | Rosno Cup 2004                 | Moskva          |
| 1531.  | 18. 12. 2004 | Česko | 4 : 5pp (2:1, 2:0, 0:3 – 0:1)      | Finsko     | Rosno Cup 2004                 | Moskva          |
| 1532.  | 19. 12. 2004 | Česko | 0 : 1 (0:0, 0:1, 0:0)              | Rusko      | Rosno Cup 2004                 | Moskva          |
| 1533.  | 10. 2. 2005  | Česko | 2 : 3sn (1:1, 1:1, 0:0 – 0:0, 0:1) | Švédsko    | Sweden Hockey Games 2005       | Stockholm       |
| 1534.  | 12. 2. 2005  | Česko | 3 : 2pp (1:0, 0:0, 1:2 – 1:0)      | Finsko     | Sweden Hockey Games 2005       | Stockholm       |
| 1535.  | 13. 2. 2005  | Česko | 4 : 3 (1:0, 1:0, 2:3)              | Rusko      | Sweden Hockey Games 2005       | Stockholm       |
| 1536.  | 7. 4. 2005   | Česko | 0 : 5 (0:2, 0:1, 0:2)              | Slovensko  | přátelsky                      | Nitra           |
| 1537.  | 8. 4. 2005   | Česko | 2 : 1 (1:0, 1:1, 0:0)              | Slovensko  | přátelsky                      | Brno            |
| 1538.  | 12. 4. 2005  | Česko | 7 : 0 (2:0, 3:0, 2:0)              | Rakousko   | přátelsky                      | Břeclav         |
| 1539.  | 14. 4. 2005  | Česko | 5 : 4 (1:1, 3:2, 1:1)              | Rakousko   | přátelsky                      | Znojmo          |
| 1540.  | 22. 4. 2005  | Česko | 3 : 3 (1:3, 1:0, 1:0)              | Finsko     | Euro Hockey Tour 2004/05 (O3M) | Litvínov        |
| 1541.  | 24. 4. 2005  | Česko | 0 : 4 (0:0, 0:2, 0:2)              | Finsko     | Euro Hockey Tour 2004/05 (O3M) | Helsinky        |
| 1542.  | 28. 4. 2005  | Česko | 1 : 2 (1:0, 0:1, 0:1)              | Kanada     | přátelsky                      | Praha           |
| 1543.  | 1. 5. 2005   | Česko | 3 : 1 (2:1, 0:0, 1:0)              | Švýcarsko  | Mistrovství světa 2005 (ZS)    | Vídeň           |
| 1544.  | 3. 5. 2005   | Česko | 2 : 0 (1:0, 0:0, 1:0)              | Německo    | Mistrovství světa 2005 (ZS)    | Vídeň           |
| 1545.  | 5. 5. 2005   | Česko | 1 : 0 (0:0, 1:0, 0:0)              | Kazachstán | Mistrovství světa 2005 (ZS)    | Vídeň           |
| 1546.  | 7. 5. 2005   | Česko | 5 : 1 (2:0, 3:1, 0:0)              | Slovensko  | Mistrovství světa 2005 (OFS)   | Vídeň           |
| 1547.  | 8. 5. 2005   | Česko | 1 : 2 (1:0, 0:1, 0:1)              | Rusko      | Mistrovství světa 2005 (OFS)   | Vídeň           |
| 1548.  | 10. 5. 2005  | Česko | 5 : 1 (1:0, 2:1, 2:0)              | Bělorusko  | Mistrovství světa 2005 (OFS)   | Vídeň           |
| 1549.  | 12. 5. 2005  | Česko | 3 : 2sn (0:1, 0:1, 2:0 – 0:0, 1:0) | USA        | Mistrovství světa 2005 (ČTF)   | Vídeň           |
| 1550.  | 14. 5. 2005  | Česko | 3 : 2pp (0:0, 1:1, 1:1 – 1:0)      | Švédsko    | Mistrovství světa 2005 (SMF)   | Vídeň           |
| 1551.  | 15. 5. 2005  | Česko | 3 : 0 (1:0, 0:0, 2:0)              | Kanada     | Mistrovství světa 2005 (FIN)   | Vídeň           |

## Bilance sezóny 2004/05
| Soupeř     | Zápasy | Výhry | Remízy | Prohry | Skóre  |
| ---------- | ------ | ----- | ------ | ------ | ------ |
| Bělorusko  | 2      | 2     | 0      | 0      | 9:1    |
| Finsko     | 7      | 2     | 2      | 3      | 14:19  |
| Kanada     | 3      | 1     | 0      | 2      | 7:6    |
| Kazachstán | 1      | 1     | 0      | 0      | 1:0    |
| Německo    | 3      | 3     | 0      | 0      | 16:6   |
| Rakousko   | 2      | 2     | 0      | 0      | 12:4   |
| Rusko      | 4      | 1     | 0      | 3      | 5:12   |
| Slovensko  | 3      | 2     | 0      | 1      | 7:7    |
| Švédsko    | 7      | 4     | 0      | 3      | 25:19  |
| Švýcarsko  | 1      | 1     | 0      | 0      | 3:1    |
| USA        | 1      | 1     | 0      | 0      | 3:2    |
| Celkem     | 34     | 20    | 2      | 12     | 102:77 |

## Přátelské mezistátní zápasy
Česko –  Finsko 	1:1 (0:0, 0:0, 1:1)
23. srpna 2004 – Praha

Branky Česka: 55. Marek Židlický

Branky Finska: 46. Lehtinen.

Rozhodčí: T. Andersson, Rönnmark (SWE) – Blümel, Pouzar (CZE)

Vyloučení: 11:13 (1:0) navíc Fischer 5 + do konce utkání, J. Ruutu 10. min.

Diváků: 4 773
Česko: Tomáš Vokoun – Jiří Šlégr, Tomáš Kaberle, Marek Židlický , Fischer, Malík, Jaroslav Špaček – Milan Hejduk, Robert Reichel, Martin Ručinský – Jaromír Jágr, David Výborný, Martin Havlát – P. Sýkora, Josef Vašíček, Patrik Eliáš – Dvořák, Jiří Dopita, Martin Straka.
Finsko: Lehtonen – Salo, Timonen, Numminen, Lydman, Niinimaa, Berg – Selënne, S. Koivu, Lehtinen – Eloranta, Jokinen, Peltonen – Hentunen, Kapanen, T. Ruutu – J. Ruutu, Hahl, Nieminen.

 Česko –  Německo	7:4 (2:2, 3:2, 3:0)
26. srpna 2004 – Kolín nad Rýnem

Branky Česka: 10. Martin Havlát, 17. Tomáš Vlasák, 23. Dvořák, 29. Jaromír Jágr, 35. Milan Hejduk, 46. Jiří Dopita, 48. Josef Vašíček

Branky Německa: 3. Schubert, 8. Martinec, 31. M. Goc, 32. M. Reichel.

Rozhodčí: Schurr – Neubert, Prudlo (GER)

Vyloučení: 6:6

Diváků: 7 031
Česko: Roman Čechmánek – Marek Židlický , Fischer, Malík, Hamrlík, Tomáš Kaberle, Jaroslav Špaček – Jaromír Jágr, Martin Straka, David Výborný – Milan Hejduk, Václav Prospal, Tomáš Vlasák – Martin Havlát, Jiří Dopita, Dvořák – Josef Vašíček, Petr Čajánek.
Německo: Müller – Seidenberg, Lüdemann, Leask, Erhoff, Schubert, S. Goc, Kopitz, Renz – Strum, M. Goc, Hecht – Fical, Boos, Lewandowski – Ustrof, M. Reichel, Martinec – Morczinietz, Abstreiter, Kreutzer.

 Česko –  Švédsko	5:3 (1:1, 2:0, 2:2)
27. srpna 2004 – Praha

Branky Česka: 20. Tomáš Vlasák, 27. Martin Straka, 37. Tomáš Kaberle, 46. Václav Prospal, 60. Jiří Šlégr

Branky Švédska: 5. Näslund, 48. a 60. M. Sundin.

Rozhodčí: Marouelli, Pollack – Amell, Kovachik (CAN)

Vyloučení: 4:3 (1:1)

Diváků: 4 500
Česko: Tomáš Vokoun – Škoula, Fischer, Jiří Šlégr, Tomáš Kaberle, Malík, R. Hamrlík – Milan Hejduk, Robert Reichel, Martin Ručinský – P. Sýkora, Josef Vašíček, Patrik Eliáš – Martin Havlát, Martin Straka, Dvořák – Petr Čajánek, Václav Prospal, Tomáš Vlasák.
Švédsko: Tellqvist – Johnsson, Lidström, Norström, Ragnarsson, Tämström, Öhlund, D. Tjärnqvit – Ekman, A. Johansson, Modin – Alfredsson, M. Sundin, Axelsson – Holmström, J. Jönsson, Aäslund – D. Sedin, H. Sedin, H. Zetterberg.

 Česko –  Bělorusko 4:0 (1:0, 1:0, 2:0)
14. prosince 2004 – Frýdek-Místek

Branky Česka: 1. Aleš Hemský, 34. Zbyněk Irgl, 53. Radim Vrbata, 54. František Ptáček.

Branky Běloruska: nikdo

Rozhodčí: Konc (SVK) – Barvíř, Blümel (CZE)

Vyloučení: 4:4 navíc Divíšek a Děnisov na 10. min.

Diváků: 2 743
Česko: Pinc – Martínek, Tomáš Kaberle, Škoula, Blaťák, J. Novák, Rozsíval, František Ptáček, Vladimír Sičák – Rosa, Jaroslav Hlinka, Ladislav Kohn – Aleš Hemský, Nedorost, Radim Vrbata – Zbyněk Irgl, Divíšek, Veselý – Horna, Ludvík, Erat.
Bělorusko: Polukejev – Baško, Rjadinskij, Novickij, Krivomaz, Děnisov, Kusťučonok, Stas, Kuzmenkov – Čuprys, Krutikov, Meleško – Jesaulov, Kurilin, Valij – D. Pankov, Galčeňuk, Tydňuk (41. Sokolov) – Strachov, Šulga, Volček.

 Česko –  Slovensko	0:5 (0:2, 0:1, 0:2)
7. dubna 2005 – Nitra

Branky Česka: nikdo

Branky Slovenska: 6. a 19. Pucher, 40. J. Štefanka, 51. Pálffy, 56. Štrbák.

Rozhodčí: Jonák – Mášik, Pavlovič (SVK)

Vyloučení: 5:6 (0:3)

Diváků: 4 800
Česko: Tomáš Vokoun – Tomáš Kaberle, Jiří Šlégr, Jaroslav Špaček, František Kaberle, Karel Pilař, Jan Hejda, František Ptáček, Martin Ševc – P. Sýkora, David Výborný, Martin Straka – Martin Havlát, Josef Vašíček, Hlaváč – M. Hořava, Ludvík, Rostislav Olesz – L. Havel, Tomáš Netík, R. Dlouhý.
Slovensko: Staňa – Štrbák, Podhradský, Lintner, Suchý, Obšut, Graňák, Starosta, Stehlík – Pálffy, Stümpel, Bicek – Marcel Hossa, Kukumberg, Radivojevič – J. Štefanka, Pucher, Zálešák – Húževka, A. Nedorost, Chrenko.

 Česko –  Slovensko	2:1 (1:0, 1:1, 0:0)
8. dubna 2005 – Brno

Branky Česka: 19. P. Sýkora, 38. Rostislav Olesz

Branky Slovenska: 27. Pálffy.

Rozhodčí: Schütz (GER) – Pouzar, Kalivoda (CZE)

Vyloučení: 4:4 (0:1)
Česko: Tomáš Vokoun – Karel Pilař, Tomáš Kaberle, Jaroslav Špaček, František Kaberle, Jiří Šlégr, Jan Hejda, František Ptáček, Martin Ševc – Martin Havlát, David Výborný, Hlaváč – Rostislav Olesz, Martin Straka, M. Hořava – P. Sýkora, Josef Vašíček, L. Havel – Tomáš Netík, Ludvík, R. Dlouhý.
Slovensko: Staňa – Štrbák, Podhradský, Lintner, Suchý, Milo, Graňák, Starosta, Stehlík – Pálffy, Stümpel, Bicek – Marcel Hossa, Kukumberg, Radivojevič – J. Štefanka, Pucher, Zálešák – A. Nedorost, Húževka, Chrenko.

 Česko –  Rakousko 7:0 (2:0, 3:0, 2:0)
12. dubna 2005 – Břeclav

Branky Česka: 8. Hlaváč, 10. Václav Prospal, 31. P. Sýkora, 37. a 38. Radim Vrbata, 44. Jan Hejda, 45. Rostislav Olesz.

Branky Rakouska: nikdo

Rozhodčí: Lauff SVK) – Barvíř, Blümel (CZE)

Vyloučení: 3:6

Diváků: 4 800
Česko: Tomáš Vokoun – Karel Pilař, Tomáš Kaberle, Marek Židlický , Fischer, František Kaberle, Jaroslav Špaček, Jiří Šlégr, Jan Hejda – Rostislav Olesz, David Výborný, P. Sýkora – Dvořák, Václav Prospal, Martin Straka – Radim Vrbata, Aleš Kotalík, Hlaváč – Martin Havlát, Josef Vašíček, Václav Varaďa.
Rakousko: Brückler – Unterluggauer, Ulrich, Klimbacher, Schwirzer, Stewart, Hála, Gruber, Iberer – Ch. Harand, Koch, P. Harand – Schönberger, R. Divis, Mössmer – Pollross, Kaspitz, Auer – Tropper, Pewal, Göttfried.

 Česko –  Rakousko 5:4 (1:1, 3:2, 1:1)
14. dubna 2005 – Znojmo

Branky Česka: 12. P. Sýkora, 29. František Kaberle, 36. David Výborný, 40. Marek Židlický , 50. P. Sýkora

Branky Rakouska: 20. Hála, 34. Ch. Harand, 37. Hála, 58. Unterluggauer.

Rozhodčí: Jonák (SVK) – Bláha, Blümel (CZE)

Vyloučení: 5:7 (4:2)

Diváků: 5 000
Česko: Hnilička – Marek Židlický , Fischer, Kubina, Tomáš Kaberle, František Kaberle, Jaroslav Špaček, Jiří Šlégr, Jan Hejda – Aleš Kotalík, Dvořák, Václav Prospal – P. Sýkora, Ludvík, Martin Straka – Radim Vrbata, Výborný, Hlaváč – Martin Havlát, Josef Vašíček, Václav Varaďa.
Rakousko: Dalpiaz (14. Machreich) – Mellitzer, Ulrich, Klimbacher, Schwitzener, Unterluggauer, Hála, Gruber, Iberer – Ch. Harand, Koch, P. Harand – Petrick, R. Divis, Mössmer – Pollross, Kaspitz, Auer – Tropper, Pewal, Göttfried.

 Česko –  Kanada 	1:2 (1:0, 0:1, 0:1)
28. dubna 2005 – Praha

Branky Česka: 7. Průcha 

Branky Kanady: 22. Gagné, 58. Thornton.

Rozhodčí: Bertolotti (SUI) – Barvíř, Bláha (CZE)

Vyloučení: 7:6

Diváků: 13 487
Česko: Tomáš Vokoun – Marek Židlický , Fischer, Kubina, Tomáš Kaberle, Jiří Šlégr, Jaroslav Špaček, František Kaberle, Jan Hejda – Radim Vrbata, Václav Prospal, Martin Straka – P. Sýkora, David Výborný, Hlaváč – Dvořák, Petr Čajánek, Martin Ručinský – Průcha, Josef Vašíček, Václav Varaďa.
Kanada: Luongo – Redden, Hannan, Phillips, Regehr, Boyle, Souray, Heward – Doan, Draper, Maltby – Hash, Gagné, Thornton – Heatley, Smyth, Morrison – Fisher,Marleau, Morrow – Walker.